# في الخلف تماما
في الخلف تماماً (بالإنجليزية: The Way Way Back)‏ هو فيلم كوميدي ودراما أمريكي صدر في 2013 من تأليف وإخراج نات فاكسون وجيم راش في أول عمل إخراجي لهما. الفيلم من بطولة ليام جيمس وستيف كارل وتوني كوليت وآناصوفيا روب وسام روكويل. عرض الفيلم لأول مرة في مهرجان صاندانس السينمائي 2013.

## الممثلون والشخصيات
- ليام جيمس بدور دنكان
- ستيف كارل بدور ترينت
- توني كوليت بدور بام
- آناصوفيا روب بدور سوزانا
- سام روكويل بدور أوين

## الأستقبال النقدي
الفيلم حاصل على نسبة 86% على موقع الطماطم الفاسدة بناءً 166 مراجعة. كان الإجماع النقدي للموقع: «على الرغم من مواضيعه المألوفة، يستخدم في الخلف تماماً طاقم تمثيله الموهوب وسيناريو مضبوط وفيض من الجمال ليقدم قصة مضحكة عن بلوغ سن الرشد.» على ميتاكريتيك حاصل على متوسط تقييم 67% بناءً على 41 مراجعة.

## روابط خارجية
- في الخلف تماما على موقع IMDb (الإنجليزية)
- في الخلف تماما على موقع ميتاكريتيك (الإنجليزية)
- في الخلف تماما على موقع روتن توميتوز (الإنجليزية)
- في الخلف تماما على موقع نتفليكس (الإنجليزية)
- في الخلف تماما على موقع قاعدة بيانات الأفلام العربية
- في الخلف تماما على موقع ألو سيني (الفرنسية)
- في الخلف تماما على موقع أول موفي (الإنجليزية)
- في الخلف تماما على موقع بوكس أوفيس موجو (الإنجليزية)
- في الخلف تماما على موقع فيلمافينيتي (الإسبانية)
- في الخلف تماما على موقع قاعدة بيانات الأفلام السويدية (السويدية)